# Miguel Buval
Miguel Buval (Lamentin, 6 dicembre 1990) è un ex cestista francese nato in Guadalupa.